# Lorraine-Dietrich
La Lorraine-Dietrich è stata una Casa automobilistica franco-tedesca attiva dal 1908 al 1935.

## Premessa storica
Occorre fare innanzitutto una precisazione: la nazionalità franco-tedesca attribuita alla Lorraine-Dietrich non è dovuta, come spesso succede, alle nazionalità dei fondatori o, come nel caso di marchi come l'Hispano-Suiza, all'intensa attività in due Paesi. La Lorraine-Dietrich è considerata franco-tedesca poiché la regione in cui da sempre è stata attiva, la Lorena, all'epoca dell'avvio dell'attività automobilistica apparteneva alla Germania, per poi tornare ad essere francese alla fine della prima guerra mondiale.

## Le origini: la De Dietrich
Queste considerazioni valgono anche per il marchio che avrebbe in seguito originato la Lorraine-Dietrich, vale a dire la De Dietrich. Si tratta di un importante gruppo industriale nato nel lontanissimo 1684 ed attivo ancor oggi. Inizialmente la De Dietrich si occupava unicamente di altiforni, i quali videro un largo incremento produttivo nel XIX secolo a causa della rivoluzione industriale e della crescente domanda di tali prodotti per il loro utilizzo nella nascente industria siderurgica.
Di questo periodo fu anche l'esordio della De Dietrich nella produzione di mezzi ferroviari, il campo in cui si affermò più che in ogni altro e nel quale è attiva ancor oggi.
All'inizio dell'ultimo decennio dell'Ottocento, la De Dietrich allargò i propri interessi anche all'industria automobilistica e poco dopo anche a quella aeronautica. Nel 1896 iniziarono le produzioni su licenza di vetture Bollée, Turcat-Méry e Vivinus. Gli stabilimenti principali erano a Lunéville e a Niederbronn, dove la De Dietrich diede i natali professionali ad un giovane Ettore Bugatti. I primi dati di vendita furono più che buoni, grazie anche ad alcuni successi sportivi.
Ma già nel 1904, la De Dietrich cessò la produzione nello stabilimento di Niederbronn, mentre rimase attiva la produzione nello stabilimento di Lunéville.

## La Lorraine-Dietrich

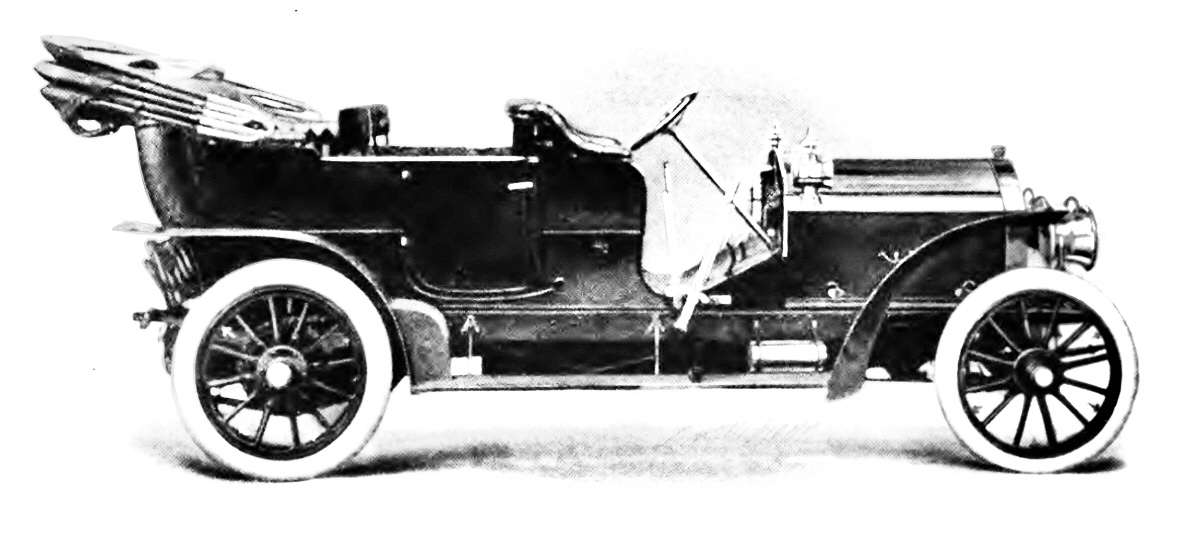
Lorraine-Dietrich 40/50 HP 10.455 cm3 (1907)

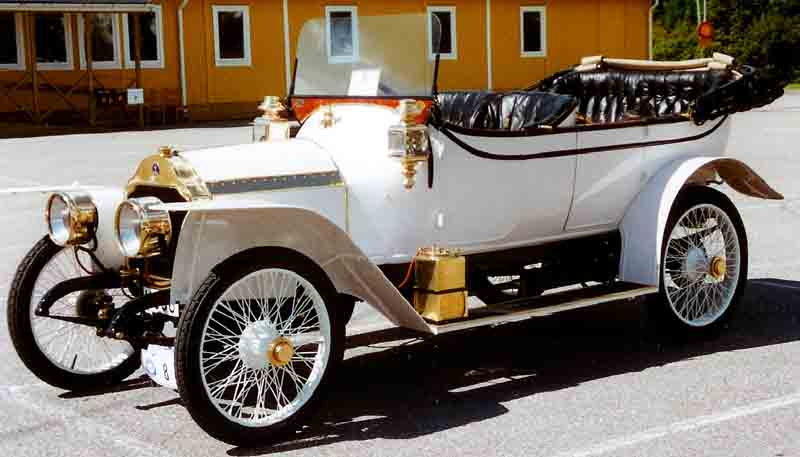
Lorraine Dietrich del 1912

Ma già nel 1903, fu costituita la Societé Lorraine des Anciens Établissements De Dietrich et Cie, con sede a Lunéville. Tale società, dopo aver acquistato nel 1906 metà del capitale della Isotta Fraschini, cambiò definitivamente denominazione in Lorraine-Dietrich: siamo a questo punto nel 1908.

La Casa, già forte del lancio produttivo avuto sotto il nome di De Dietrich, aveva in listino una gamma decisamente variegata, che comprendeva un modello con motore bicilindrico da un litro, un modello di gran lusso dotato di un motore a 6 cilindri da ben 11.5 litri, nonché diversi modelli con motore a 4 cilindri, le cui cilindrate spaziavano da 2.1 a ben 12 litri.

Nel 1910 fu introdotto un nuovo modello con motore a 6 cilindri da 3.6 litri. Tale gamma restò in produzione fino all'avvento della Prima Guerra Mondiale.
Durante il periodo della guerra, analogamente ad altre aziende del settore meccanico, la produzione venne convertita alle esigenze belliche, ed in quest'ambito iniziò la produzione anche di motori aeronautici, tra i quali il Lorraine-Dietrich 12 D, che equipaggiarono numerosi modelli di produzione francese del periodo.
Terminato il conflitto, dopo che l'Alsazia fu annessa alla Francia, la produzione della Lorraine-Dietrich riprese con il lancio di tre modelli di fascia alta: uno con motore da 2.3 litri, uno con motore da 3.4 litri e il più grande, un modello di lusso con motore da 6.1 litri. Di questi, fu il secondo ad ottenere maggior successo, poiché fu la base sulla quale sarebbero stati realizzati dei modelli di gran successo nelle competizioni a metà degli anni venti. Con la motorizzazione a 6 cilindri in linea di 3446 cm³, conquistarono la vittoria e il terzo posto nella 24 Ore di Le Mans del 1925, dopo essere giunte seconda e terza nel 1924, e le prime tre posizioni nell'edizione del 1926. Nel 1928 la gamma fu equipaggiata con cambio a 4 marce. Negli ultimi anni, la Casa propose alcuni modelli di fascia alta, uno dei quali, il 16CV riscosse un buon successo. Ma dopo il fiasco clamoroso di un modello con motore da 4.1 litri, la Casa, già indebolita dalla crisi economica del 1929, chiuse nel 1935 i battenti.